# 3969 Rossi
3969 Rossi је астероид главног астероидног појаса чија средња удаљеност од Сунца износи 2,220 астрономских јединица (АЈ).
Апсолутна магнитуда астероида је 14,3.